# 도널드 토비

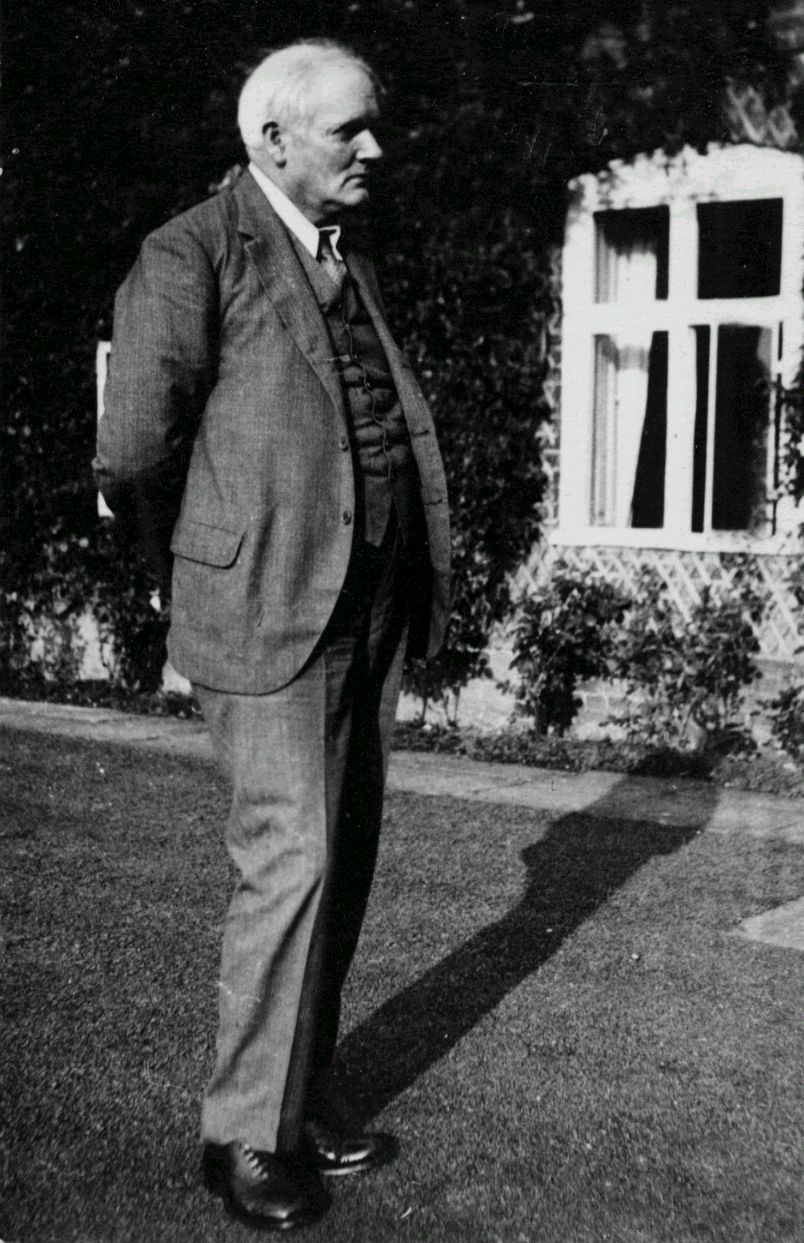

도널드 프랜시스 토비 경(Sir Donald Francis Tovey, 1875년 7월 17일 ~ 1940년 7월 10일)는 영국의 음악 분석가, 음악학자, 음악 작가, 작곡가, 지휘자 및 피아니스트이다.
그는 버크셔주 이튼 에서 이튼 칼리지 조교수인 던컨 크룩스 토비와 그의 아내 메리 피슨 사이에서 태어났다. 어린 시절 그는 어린 나이에 분명히 드러난 그의 음악적 재능에 깊은 인상을 받게 만들었다. 그는 작곡가, 연주자 및 음악 평론가를 알게 되었다.
토비는 1905년 브람스 F단조 피아노 5중주 Op. 34를 요아함 4중주와 피아노를 연주했다.  그때까지 그는 이미 작곡을 하고 있었고 런던뿐만 아니라 베를린과 비엔나에서 공연된 작품으로 어느 정도 명성을 얻었다. 그의 대규모 피아노 협주곡(솔리스트 토비와 함께)은 1903년 11월 헨리 우드 경의 지휘 하에 퀸스 홀에서 데뷔했으며, 토비는 1906년 한스 리히터의 지휘 아래 이를 다시 연주했다. 이 기간 동안 그는 또한 18세기와 19세기의 음악에 관한 많은 기사를 저술 한 1911년 브리태니커 백과사전(Encyclopædia Britannica)에 크게 기여했다.
1914년 그는 Frederick Niecks의 뒤를 이어 리드 음악과 교수가 된 에든버러 대학교에서 음악을 가르치기 시작했다. 거기에서 그는 리드 오케스트라를 설립했다. 그들의 콘서트를 위해 그는 일련의 프로그램 노트를 썼고, 그 중 많은 부분이 결국 그가 지금 가장 잘 알려진 책인 음악 분석 에세이(Essays in Musical Analysis) 로 수집되었다. 1917년에 그는 에든버러 왕립 학회의 회원으로 선출되었다.
리드 오케스트라에 점점 더 많은 시간을 할애하고 에세이와 논평을 작성하고 바흐와 베토벤의 공연판을 제작함에 따라 Tovey는 후기에 작곡과 연주 빈도를 줄였다. 그러나 그가 완성한 몇 안 되는 주요 작품은 1913년의 교향곡 과 그의 오랜 친구인 파블로 카잘스를 위해 1935년에 완성된 첼로 협주곡과 같이 대규모이다. 공연도 문제가 됐다. 그의 지난 몇 년 동안 녹음된 삽화가 담긴 라디오 대화에서 그의 연주는 한 손에 문제가 있어 심각한 영향을 받다.
푸가의 기법 완성을 포함하여 다른 작곡가들의 음악의 에디션을 만들었다. 평균율 클라비어 곡집의 48개의 전주곡과 푸가, 두 권으로 된 그의 판(1924년 3월 1일, 1924년 6월 2일)이 있다. 리드 오케스트라 프로그램 노트를 기반으로 한 그의 영향력 있는 음악 분석 에세이는 1935년에서 1939년 사이에 6권으로 이 시기에 처음 출판되었다. 옥시퍼드 대학교 출판부의 Hubert Fos가 편집했다.
그는 1935년 조지 5세로부터 기사 작위를 받았는데, 전하는 바에 따르면 토비의 바흐 판을 크게 존경했던 에드워드 엘가의 추천에 따른 것이다. 그는 1940년 에든버러에서 사망했다. 악보, 편지, 손으로 쓴 프로그램 노트 및 다른 사람의 악보에 대한 주석을 포함한 그의 아카이브는 에든버러 대학 도서관의 특별 컬렉션 유닛에 보관되어 있다. 2009년 Richard Witts는 대학에서 온라인으로 제공되는 아카이브 자료의 간단한 카탈로그를 만들었다.